# Hoflaankerk
De Hoflaankerk op de hoek van de Hoflaan en de Oudedijk is het oudste kerkgebouw in de Rotterdamse wijk Kralingen. 

## Geschiedenis
Het gebouw is in 1842 als Waterstaatskerk gebouwd schuin tegenover het toenmalige gemeentehuis, dat op de hoek van de 's-Gravenweg en de Kortekade aan de viersprong stond. De architect was Arend Roodenburg, hoofdonderwijzer Bouwkunde aan de koninklijke academie in Den Haag. Het adres van het huidige rijksmonument is Hoflaan 1.
Op 25 december 1842, 1e kerstdag, werd de laatste dienst gehouden in het oude kerkje aan de Veenweg en de volgende dag werd de nieuwe Hoflaankerk in gebruik genomen. Beide diensten werden geleid door de Kralinger predikant ds. A.H.C. van Senus. Twee jaar later werd het oude kerkje gesloopt.
Aan het einde van de Hoflaan staat sinds 1878 de Rooms-Katholieke Sint-Lambertuskerk. In 1888 werd de Gereformeerde Kerk in de Avenue Concordia ingewijd.
De voorgevel is opgetrokken in een neoclassicistische Dorische composietstijl met Toscaanse zuilen. Ook het interieur is met eenvoudig wit pleisterwerk sober gehouden. De kerk werd in 1909 uitgebreid met de gaanderij, een uitbouw met verschillende ontmoetingsruimtes.
In 1857 werd een orgel geïnstalleerd van orgelbouwer Chr. G.F. Witte van de firma Bätz en Co. Dit instrument verhuisde in 1911 naar de Gereformeerde Noorderkerk in Vlaardingen. Het huidige orgel, gebouwd door de gebroeders Van Vulpen uit Utrecht en ingehuldigd op 1 september 1966, staat bekend om zijn heldere en barokke klank. Studenten van de Muziektheateracademie van het Rotterdams Conservatorium in de naburige Voorschoterlaan gebruiken het als studie-instrument, en het gebouw staat open voor concerten van jazz tot koorzang.

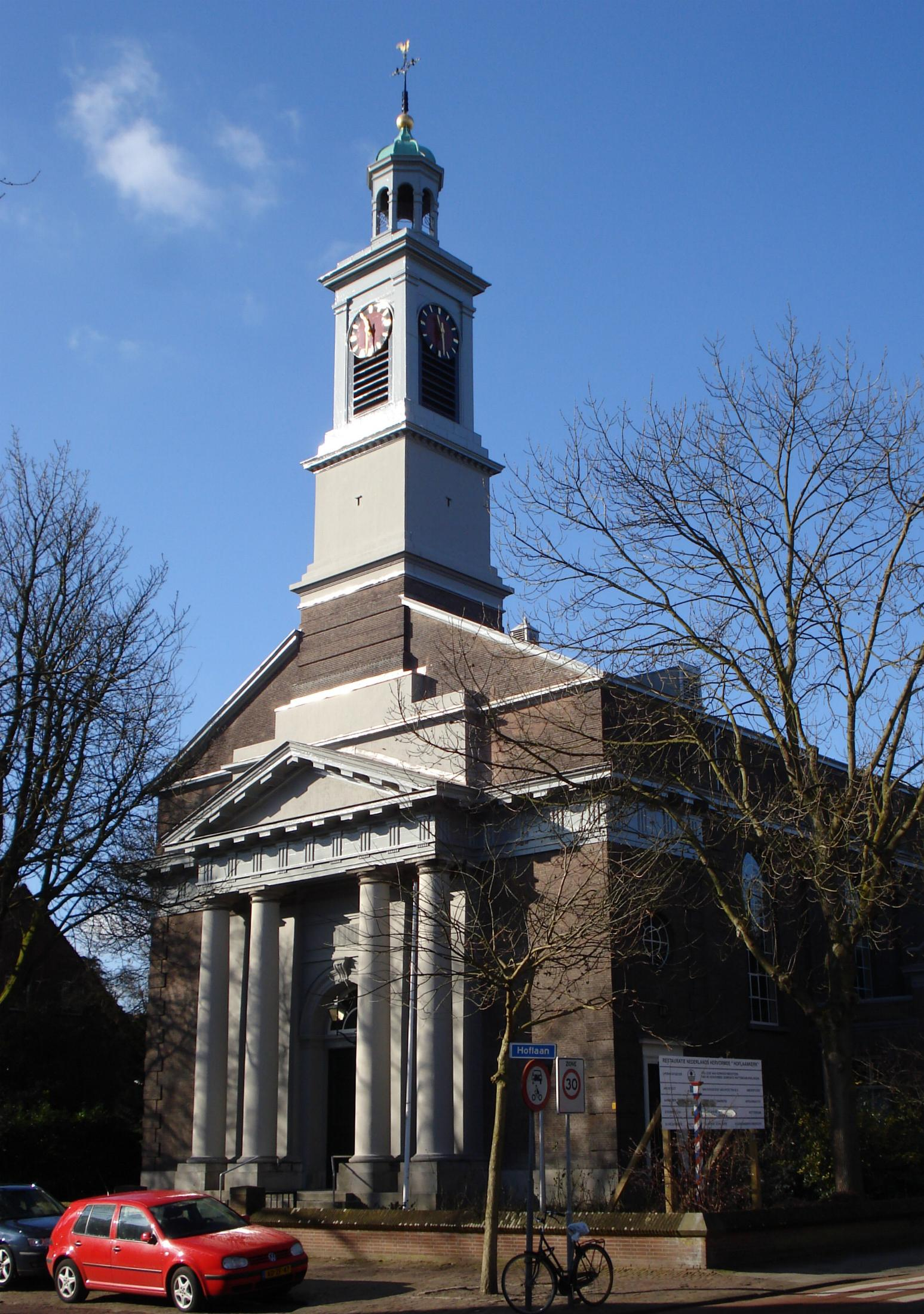
De Hoflaankerk van dichtbij.

Na het bombardement in 1940 diende het kerkgebouw lange tijd als het onderkomen voor Zangvereeniging Rotte's Mannenkoor.
De kerk wordt thans gebruikt door de hervormde gemeente Kralingen.

## Tuin
In de tuin staat een replica van het oudste ANWB-verkeersbord van Nederland, een wegwijzer richting Rotterdam 4 km naar het westen. Het oorspronkelijke (houten) exemplaar werd op dezelfde plaats neergezet in 1894 langs de toenmalige straatweg naar Utrecht.